# Rama Caída
Rama Caída es una localidad y distrito ubicado en el departamento San Rafael de la provincia de Mendoza, Argentina. 
Se halla a la vera de la Ruta Provincial 173, que la comunica al norte con San Rafael, y al sur con El Nihuil. La zona es de producción vitivinícola a través de los canales de riego de los ríos Atuel y Diamante.

## Toponimia
El nombre devendría de las ramas de un gran carolino, caídas tras una tormenta, en la casa del fundador.

## Historia
La zona fue fundada por Alberto Cubillos en 1885 cuando adquirió estas tierras al gobierno provincial. En primera instancia Cubillos trajo obreros, luego loteó las tierras para crear minifundios. La zona se convirtió rápidamente en una de las más progresistas de la región, con amplia variedad de industrias como la sidrera Rama Caída.

## Parroquias de la Iglesia Católica
| Diócesis  | San Rafael                  |
| --------- | --------------------------- |
| Parroquia | Nuestra Señora de la Merced |